# Sandhem-Utvängstorps församling
Sandhem-Utvängstorps församling var en församling i Skara stift och i Mullsjö kommun. Församlingen uppgick 2010 i Mullsjö-Sandhems församling. 

## Administrativ historik
Församlingen bildades 2002 genom sammanslagning av Sandhems församling och Utvängstorps församling och var sedan till 2010 moderförsamling i ett pastorat med Mullsjö församling. Församlingen uppgick 2010 i Mullsjö-Sandhems församling.

## Kyrkor
- Sandhems kyrka
- Utvängstorps kyrka